# Льюїстон (Каліфорнія)
Льюїстон (англ. Lewiston) — переписна місцевість (CDP) в США, в окрузі Триніті штату Каліфорнія. Населення — 1222 особи (2020).

## Географія
Льюїстон розташований за координатами 40°41′49″ пн. ш. 122°49′21″ зх. д. / 40.69694° пн. ш. 122.82250° зх. д. (40.696933, -122.822492).  За даними Бюро перепису населення США в 2010 році переписна місцевість мала площу 51,82 км², уся площа — суходіл.

## Демографія
Згідно з переписом 2010 року, у переписній місцевості мешкали 1193 особи в 553 домогосподарствах у складі 332 родин. Густота населення становила 23 особи/км².  Було 696 помешкань (13/км²).
Расовий склад населення:
| - 90,0 % — білих - 3,1 % — корінних американців - 0,7 % — чорних або афроамериканців - 0,5 % — азіатів - 0,4 % — вихідців з тихоокеанських островів - 1,8 % — осіб інших рас |

До двох чи більше рас належало 3,5 %. Частка іспаномовних становила 6,5 % від усіх жителів.
За віковим діапазоном населення розподілялося таким чином: 16,9 % — особи молодші 18 років, 61,6 % — особи у віці 18—64 років, 21,5 % — особи у віці 65 років та старші. Медіана віку мешканця становила 51,4 року. На 100 осіб жіночої статі у переписній місцевості припадало 102,2 чоловіків;  на 100 жінок у віці від 18 років та старших — 100,6 чоловіків також старших 18 років.
Середній дохід на одне домашнє господарство  становив 56 611 долар США (медіана — 31 250), а середній дохід на одну сім'ю — 63 392 долари (медіана — 52 813). За межею бідності перебувало 29,4 % осіб, у тому числі 45,0 % дітей у віці до 18 років та 19,3 % осіб у віці 65 років та старших.
Цивільне працевлаштоване населення становило 523 особи. Основні галузі зайнятості: публічна адміністрація — 23,5 %, освіта, охорона здоров'я та соціальна допомога — 14,5 %, роздрібна торгівля — 13,4 %.